# フィロ・パウロ
フィロ・パウロ（Filo Paulo、1987年11月6日 - ）は、サモアのラグビー選手。

## プロフィール
- ニュージーランド・ポリルア出身。
- ポジションはロック(LO)。
- 身長 201cm、体重 119kg
- サモア代表キャップは37(2020年5月現在）でワールドカップ2015・2019のサモア代表に選ばれた[1]。

## 略歴
アルスター、ノース・ハーバー、ブルーズ、カーディフ・ブルーズ、ベネットン、ロンドン・アイリッシュを経て、2019年、カーディフ・ブルーズに復帰。